# Colibri à tête bleue
Pour les articles homonymes, voir Tête bleue.
Cyanophaia bicolor
Espèce
Statut de conservation UICN

 LC  : Préoccupation mineure
Statut CITES
Le Colibri à tête bleue (Riccordia bicolor, anciennement Cyanophaia bicolor) est une espèce d'oiseau de la famille des Trochilidae.

## Description
Il mesure 9 - 11 cm pour 4.5 - 4.7 g. Seul le mâle a la tête bleue.

## Distribution
Le Colibri à tête bleue est endémique de la Martinique et de la Dominique.

Carte de répartition de l'espèce